# Klein Belitz
Klein Belitz település Németországban, Mecklenburg-Elő-Pomeránia tartományban. Lakosainak száma 827 fő (2023. december 31.).

## Népesség
A település népességének változása:
| Lakosok száma | 837  | 832  | 836  | 845  | 827  |
|               | 2017 | 2019 | 2021 | 2022 | 2023 |